# Elezioni parlamentari in Kosovo del 2017
Le elezioni parlamentari in Kosovo del 2017 si tennero l'11 giugno; indette in anticipo rispetto allo scioglimento naturale della legislatura, previsto per il 2018, ebbero luogo dopo la mozione di sfiducia nei confronti del primo ministro Isa Mustafa, approvata da 78 parlamentari contro 34.
L'esito elettorale vide la vittoria della Coalizione PAN, alleanza di centrodestra costituita da PDK, AAK e NISMA; la formazione di centro-sinistra Vetëvendosje! si attestò come la seconda forza politica del Paese, seguita dalla Coalizione LAA, di centrosinistra, formata da LDK e da AKR.
Il Parlamento si compone di 120 seggi: 100 sono eletti col sistema proporzionale; 20 sono riservati alle minoranze nazionali.

## Risultati
| Liste                                    | Voti    | %     | Seggi |
| ---------------------------------------- | ------- | ----- | ----- |
| Coalizione PAN (PDK - AAK - NISMA - PSD) | 245 627 | 33,74 | 39    |
| Vetëvendosje!                            | 200 135 | 27,49 | 32    |
| Coalizione LAA (LDK - AK - AKR)          | 185 884 | 25,54 | 29    |
| Lista Serba                              | 44 499  | 6,11  | 9     |
| Fjala                                    | 7 992   | 1,10  | –     |
| Partito Democratico Turco del Kosovo     | 7 852   | 1,08  | 2     |
| Coalizione Vakat (DSB - DSV - BSK)       | 6 443   | 0,89  | 2     |
| Nuovo Partito Democratico                | 3 562   | 0,49  | 1     |
| Partito Liberale Indipendente            | 3 540   | 0,49  | 1     |
| Partito Democratico Ashkali del Kosovo   | 2 425   | 0,33  | 1     |
| Partito Liberale Egiziano                | 2 415   | 0,33  | 1     |
| Partito dei Gorani Uniti                 | 2 369   | 0,33  | 1     |
| Partito Serbo del Kosovo                 | 2 126   | 0,29  | –     |
| Partito Ashkali per l'Integrazione       | 2 107   | 0,29  | 1     |
| Altri <0,25%                             | 10 920  | 1,50  | 1     |
| Totale                                   | 727 896 | 100   | 120   |

## Sondaggi d'opinione
| Sondaggista                                                       | Data           | Coalizione PDK-AAK-NISMA | Coalizione LDK-AKR | VV    | Fjala | Partiti minoranza serba | Altri partiti | Indecisi | Astensione | Scarto |
| ----------------------------------------------------------------- | -------------- | ------------------------ | ------------------ | ----- | ----- | ----------------------- | ------------- | -------- | ---------- | ------ |
| DGE                                                               | 7 giugno 2017  | 34.2%                    | 40.4%              | 25.4% | –     | –                       | –             | –        | –          | 6.2%   |
| Beta                                                              | 6 giugno 2017  | 33.8%                    | 32.5%              | 27.8% | –     | –                       | 5.9%          | –        | –          | 1.3%   |
| Nga Ekonomia                                                      | 2 giugno 2017  | 46%                      | 27%                | 21%   | –     | –                       | 6%            | –        | –          | 19%    |
| IndexKosova                                                       | 31 maggio 2017 | 43%                      | 27%                | 29%   | –     | –                       | 1%            | –        | –          | 16%    |
| Gazeta Express Archiviato il 25 ottobre 2017 in Internet Archive. | 29 maggio 2017 | 41.8%                    | 30.9%              | 16.9% | –     | 5.1%                    | 5.3%          | –        | –          | 10.9%  |
| Gazeta Express Archiviato il 20 ottobre 2017 in Internet Archive. | 28 maggio 2017 | 40.8%                    | 30.2%              | 19.5% | 2.7%  | –                       | 6.8%          | –        | –          | 10.6%  |
| Gazeta Express                                                    | 25 maggio 2017 | 40.3%                    | 22.1%              | 16.3% | –     | –                       | 3.9%          | 14.1%    | –          | 18.2%  |